# Масловка (Тамбовский район)
Масловка — деревня в  Тамбовском районе Тамбовской области России. Входит в состав сельского поселения Красносвободненский сельсовет.

## Население
| 2010 |
| ---- |
| 14   |

## География
Расположена в центральной части Тамбовской области в 5 км к западу от Тамбова, в 2 км восточнее автомобильной магистрали — М6 «Каспий», на берегу реки Большая Липовица, высота центра деревни над уровнем моря — 167 м.